# Center (basketball)
 For alternative betydninger, se Center. (Se også artikler, som begynder med Center)
Center betegner en spillerposition i basketball. Center'en er som regel den højeste spiller på et basketballhold. En center vil som regel holde sig tæt på kurven i både forsvaret og angrebet, da de på denne måde kan hjælpe spillere.
Pga. center'ens overlegenhed i højde vil denne type spiller ofte toppe statistikker over rebounds og block.
Af spillere som har været med til at udvikle centerposten kan nævnes:
George Mikan, Bill Russel, Wilt Chamberlain, Willis Reed, Kareem Abdul-Jabbar, Bill Walton, Hakeem Olujawon og Yao Ming
Nuværende kendte udenlandske centerspillere:
Yao Ming, Ben Wallace, Shaquille O'Neal, Dikembe Mutombo, Alonzo Mourning og Eddy Curry.
Nuværende kendte danske centerspillere og centerspillere Basketligaen:
Ivan Höger, Peter Johansen, Adrian Moss, Michael Dahl Andersen, Chris Christoffersen, Mikkel Langager og Michael Niebling.